# Schießstätte der HSG München

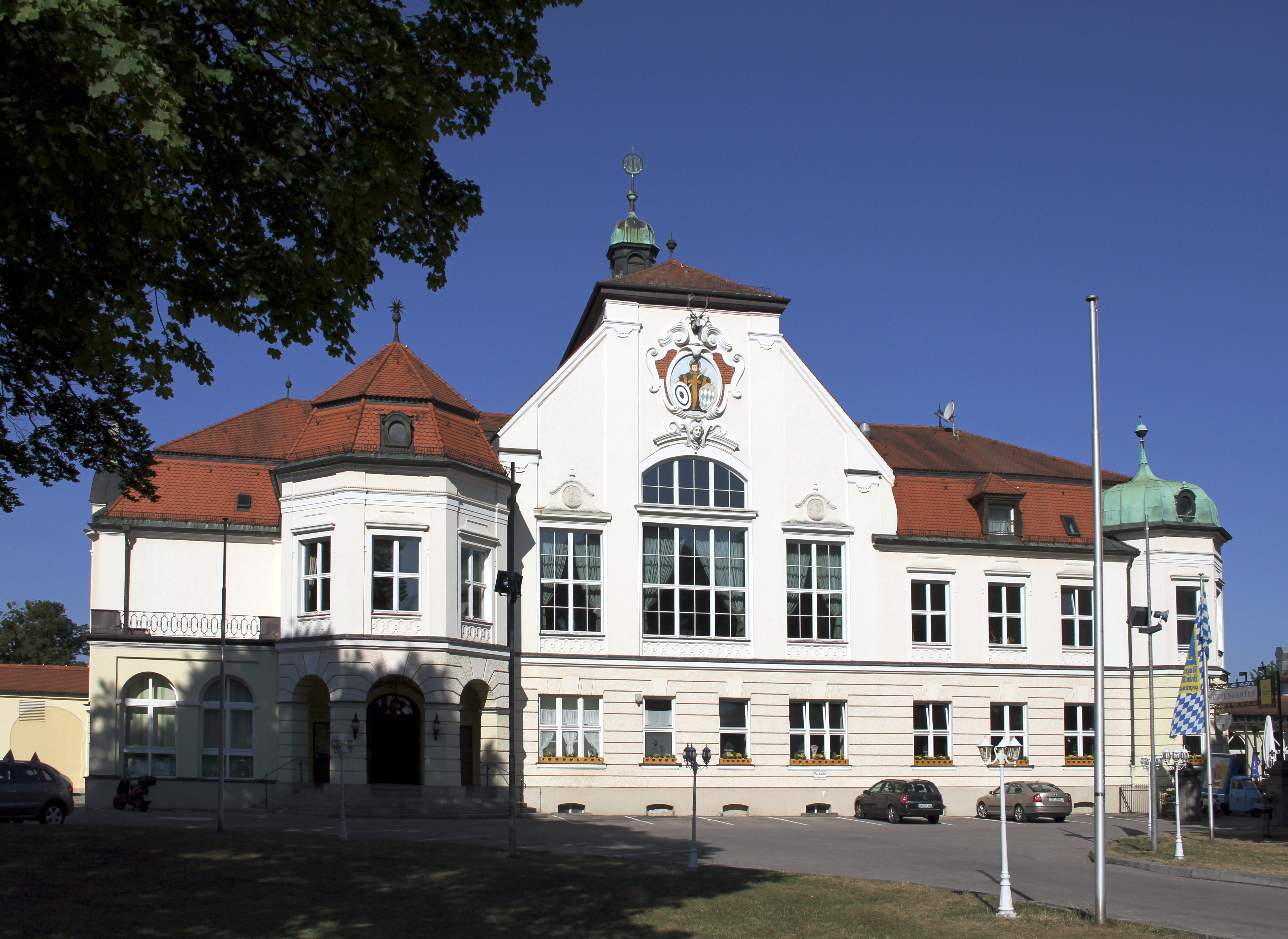
Neue Schießstätte 2015

Die Schießstätte der Königlich privilegierten Hauptschützengesellschaft München 1406 (meist kurz HSG München genannt) ist der repräsentative Sitz dieser Schützengesellschaft in München. Das Hauptgebäude ist als Baudenkmal in die Bayerische Denkmalliste eingetragen. Außer den von der Gesellschaft genutzten modernen Schießanlagen und den Vereinsräumen im Hauptgebäude gibt es auch eine allgemein zugängliche Gaststätte mit Biergarten.

## Lage
Das Gelände liegt an der nach ihm benannten Zielstattstraße westlich der Bahnstrecke München–Lenggries. Zur Bauzeit der Schießstätte lag das Gelände im Süden von Mittersendling direkt an der Stadtgrenze Münchens zu der damals noch selbständigen Gemeinde Thalkirchen. In älterer Literatur wird die Schießstätte daher auch als Schießstätte Mittersendling bezeichnet. Bis 1992 war das Gelände dem Stadtbezirk 34 (Waldfriedhofsviertel) zugeordnet. Seit der Neuordnung der Stadtbezirke 1992 gehört es zum Bezirksteil Obersendling des Stadtbezirks 19 Thalkirchen-Obersendling-Forstenried-Fürstenried-Solln.
Das Hauptgebäude ist in Nord-Süd-Richtung ausgerichtet, die Schaufassade zeigt nach Osten. Dort liegt vor der Schießstätte eine baumbestandene Grünanlage, durch die eine etwa 50 m lange Zufahrtsstraße zu den Parkplätzen vor dem Gebäude führt. Nach Westen schließen sich die Schießstände und das von Betonmauern gesicherte, beschossene Feld an. Das ursprünglich noch weiter nach Westen reichende Gelände wurden verkleinert, um auf dem ehemals westlichsten Teil einen Sportplatz einzurichten.

## Geschichte

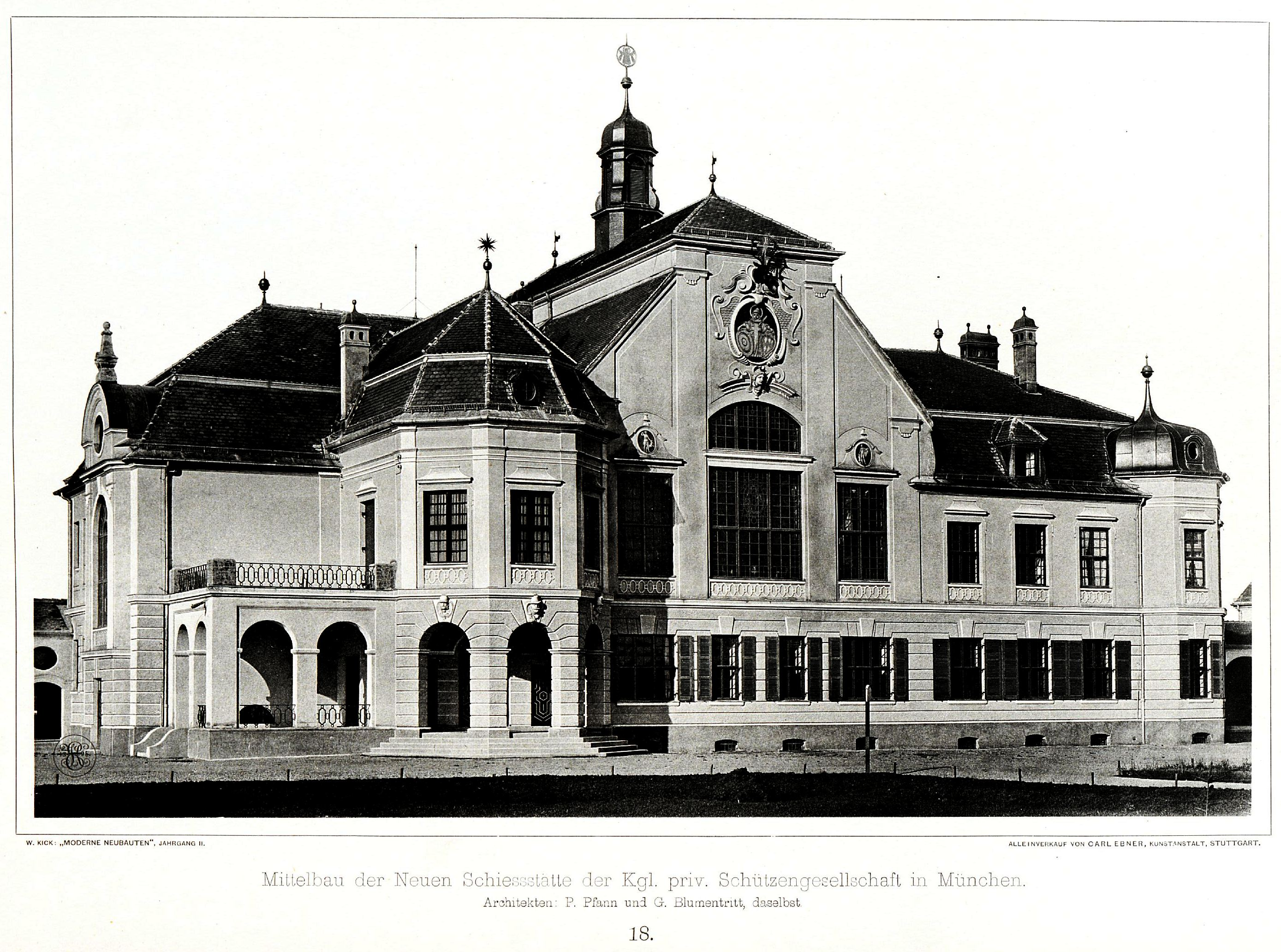
Neue Schießstätte um 1898

Das Gebäude wurde Ende des 19. Jahrhunderts als Neue Schießstätte der königlich privilegierten Hauptschützengesellschaft München von 1406 errichtet. Bis 1847 befand sich deren Schießstätte auf dem Gelände des heutigen Hauptbahnhofs, woran noch der Name der Schützenstraße erinnert. Dann zog sie auf die Theresienhöhe am Ende der Schießstättstraße um. Wegen des geplanten Ausstellungsgeländes auf der Theresienhöhe wurde Anfang der 1890er Jahre eine erneute Verlegung erforderlich.
1892 wurde zur Erlangung von Entwürfen ein Wettbewerb ausgeschrieben. Daraus gingen die Architekten Paul Pfann und Günther Blumentritt mit dem ersten Preis hervor. Der Bau wurde im September 1892 begonnen und war im Oktober 1893 vollendet. Die Kosten betrugen für Grunderwerb, Bau und alle Einrichtungen rund 584.000 Goldmark.

## Hauptgebäude

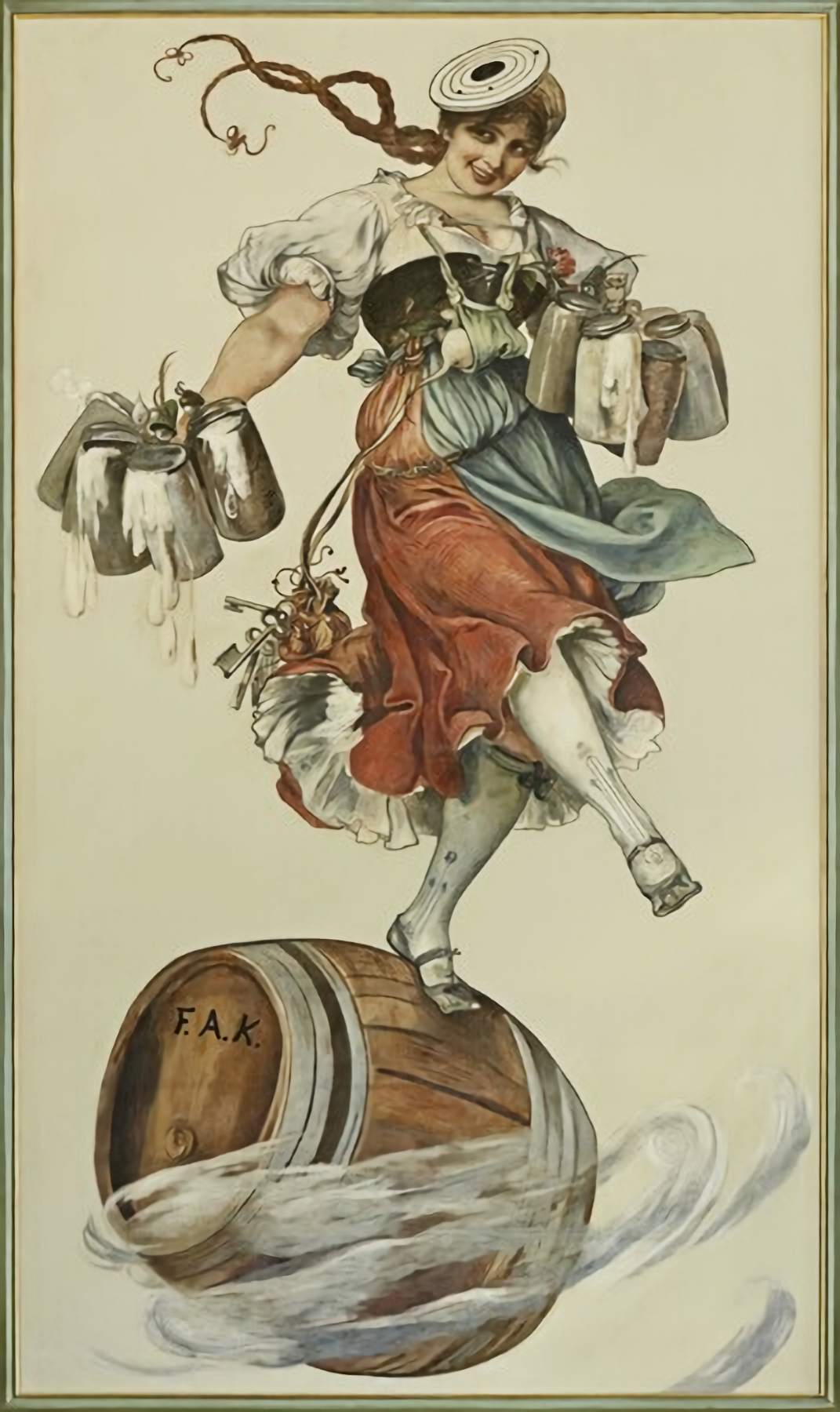
Die Schützenliesl

Das Hauptgebäude enthält zum einen die Schießanlagen und zum anderen alle Einrichtungen, die ein traditionsreicher Verein für seine Geselligkeit benötigte. Im Erdgeschoss sind nach Westen die Schießstände aufgereiht. Hinter ihnen liegt quer der 270 m² große Ladesaal, an den sich links und rechts Wandelgänge anschließen. Vom Haupteingang mit Freitreppe führt eine breite Treppe in das Obergeschoss zu den Festräumen. Der zentrale Festsaal mit 280 m², über die sich eine hölzerne Tonne spannt, wird von außen durch die übergroßen Fensterfronten angezeigt. Im Saal ist eine Orchesterbühne eingebaut, die Stirnwand ziert das Wandgemälde Die Schützenliesl von Friedrich August von Kaulbach. Ebenfalls im Obergeschoss befinden sich der Fürstensaal im Erker über dem Haupteingang und ein weiterer, kleinerer Saal. Das Haus ist verputzt und hell gestrichen, im Giebel ist das Wappen der Hauptschützengesellschaft angebracht, der Dachfirst über dem Festsaal wird von einem Türmchen gekrönt, auf dem das Münchner Kindl als Wetterfahne angebracht ist.

### Gastronomie
Im Norden der Vorderfront des Hauptgebäudes ist im Erdgeschoss eine öffentliche Gaststätte eingerichtet. Vor der Gaststätte liegt ein Biergarten mit 2500 Plätzen und einem Schankkiosk unter altem Baumbestand. Seit 2013 führen Gaststätte und Biergarten den Namen Augustiner Schützengarten, vorher waren sie unter der Bezeichnung Munchner Haupt’ bekannt, davor als Neue Schießstätte.

## Schießanlage
Die Schießanlage schließt sich westlich an das Hauptgebäude an. Insgesamt gibt es 30 Indoor- und 44 Outdoor-Schießstände für verschiedene Disziplinen und über verschiedene Distanzen.
In eingeschossigen Anbauten an das Hauptgebäude sind 10-m-Schießstände für Luftgewehr und Luftpistole sowie 25-m-Schießstände für Sportpistole untergebracht. In dem westlich anschließenden, etwa 100 × 100 m großen Freigelände liegen 50-m-Schießstände für Freie Pistole sowie 50-m- und 100-m-Schießstände für Kleinkalibergewehr.
Die 2009 hinzugekommene Trainingsanlage für Sommerbiathlon liegt nördlich der Schießstände, des Hauptgebäudes und des Biergartens. Sie besteht aus sieben 10-m-Schießständen für Biathlongewehr, drei 50-m-Schießständen für Biathlon-Lasergewehr und einer 800 m langen Laufstrecke.